# Bläck Fööss
Bläck Fööss (API : /də˘ ˈbɭæk ˌføːs/ ) est un groupe de musique de Cologne fondé en 1970. En dialecte colognais (kölsch), Bläck Fööss signifie pieds-nus. Ce nom viendrait du fait qu'à ses débuts, le groupe jouait pieds-nus dans les bars de Cologne. Leur style est un mélange de pop et de schlager, bien que certaines de leurs chansons soient de style jazz, reggae, blues ou rock. Ils ont également composé beaucoup de chansons pour le carnaval.
En août 1985, Bläck Fööss a sorti son plus gros succès, Frankreich Frankreich (France France), qui fut neuvième au classement des ventes en Allemagne.

## Membres
Bien que le groupe ait plus de 30 ans, il y a eu peu de changement parmi ses membres.
- Karl Friedrich "Kafi" Biermann: chant, guitare, percussions (1995-2017)[1]
- Ralph Gusovius (né le 16 mars 1950) : batterie, accordéon, chant (1995-février 2023)[2]
- Günther "Bömmel" Lückerath (né le 20 juin 1948) : guitare, banjo, mandoline, violon, chœurs (membre fondateur-janvier 2023)[3]
- Hartmut Priess (né le 19 août 1942 à Cologne) : basse, guitare, mandoline (membre fondateur-2018)[4],[5]
- Peter Schütten (né le 4 août 1943 à Cologne) : guitare, chant, percussions (membre fondateur-mars 2017)[6]
- Erry Stoklosa (né le 25 octobre 1947 à Cologne) : guitare, percussions, chœurs (membre fondateur-janvier 2023)[3]
- Andreas Wegener : piano, synthétiseur, accordéon, chœurs (depuis 2005)[7]
- Mirko Bäumer : guitare, chœurs (depuis 2017)[8]
- Pit Hupperten : guitare, chœurs (depuis 2017)[9]
- Hanz Thodam : bass guitare, chœurs (depuis 2019)[5]
- Christoph "Raudi" Granderath : guitar, mandoline, chœurs (depuis 2020)[10]
- Alex Vesper : percussions, chœurs (depuis 2023)[11]

Tommy Engel (né le 28 novembre 1949 à Cologne), (membre fondateur) est parti en 1994.
Willy Schnitzler a quitté le groupe en 2005 après avoir eu de l'arthrite à la main, le rendant incapable de jouer. Il fut remplacé par Andreas Wegener. Willy Schnitzler mourait en 2019.

## Discographie
- Rievkooche Walzer (1970)
- Kölle bliev Kölle (1973)
- Op bläcke Fööss noh Kölle (1974)
- Die Abenteuer des Wilderers Walter (1975)
- Lück wie ich un du (1975)
- 21 Wagen (1976)
- Bei uns doheim (1976)
- Link eröm, rächs eröm (1977)
- Mer han 'nen Deckel (1978)
- Wä op Zack es (1978)
- Uns Johreszigge (1979)
- D'r Rhing erop d'r Rhing eraf (1980)
- Wenn et jöck, dann weed et Zick (1981)
- De Bläck Fööss Live — live (1981)
- Morje, Morje (1982)
- Immer wigger (1983)
- Mir klääve am Lääve (1984)
- Em richtije Veedel (1985)
- Heimweh Nach Köln (1985)
- Schöne Bescherung (1985)
- Zweierlei Fööss (1986)
- Endlich frei! (1987)
- Pänz, Pänz, Pänz (live) (1987)
- Was habst du in die Sack? (1988)
- Mer losse d’r Dom in Kölle (1988)
- Live im Millowitsch-Theater (1989)
- Et es 20 Johr jenau jetz her (1990) (inspiré de la couverture de l'album des Beatles, Sgt. Pepper's Lonely Hearts Club Band)
- Nix es ömesöns (1991)
- A Cappella (1993)
- Rheinhotel (1994)
- Roxy (1996)
- Schönes Wochenende (1998)
- Loss mer uns verdrare (2000)
- 30 Jahre Bläck Fööss (2000)
- Best Of...zum Fiere (2001)
- K-BF 33 (2002)
- Best Of...zum Dräume (2003)
- Kölsche Weihnacht (2003)
- Rut un Wiess (2004)
- Usjebomb (2005)
- Do laach et Hätz, do jrins die Fott (2006)
- Best of...zum danze (2007)
- Bye Bye My love(années 1980 ??)
- Katarina (années 1980??)

## Photos

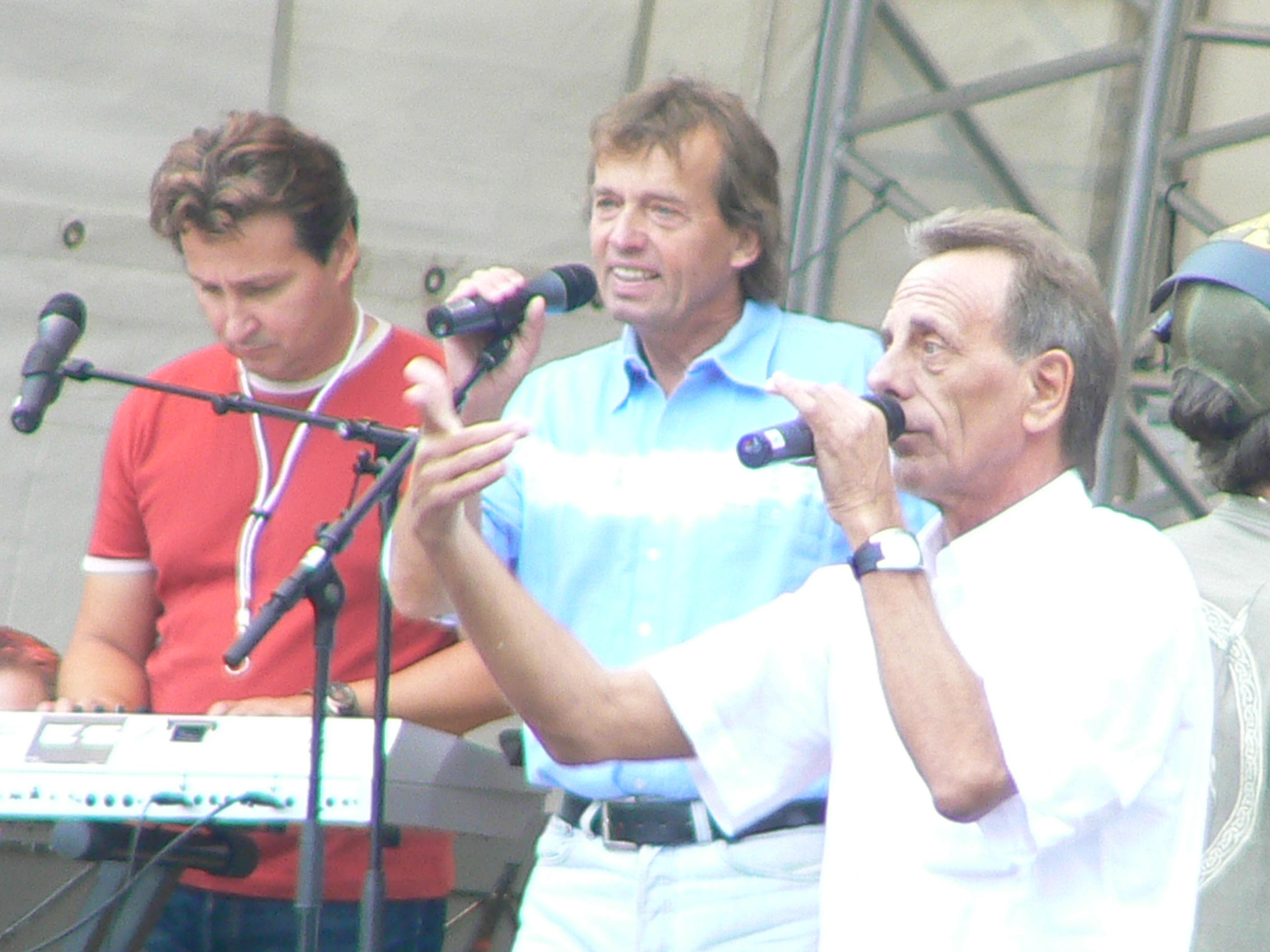
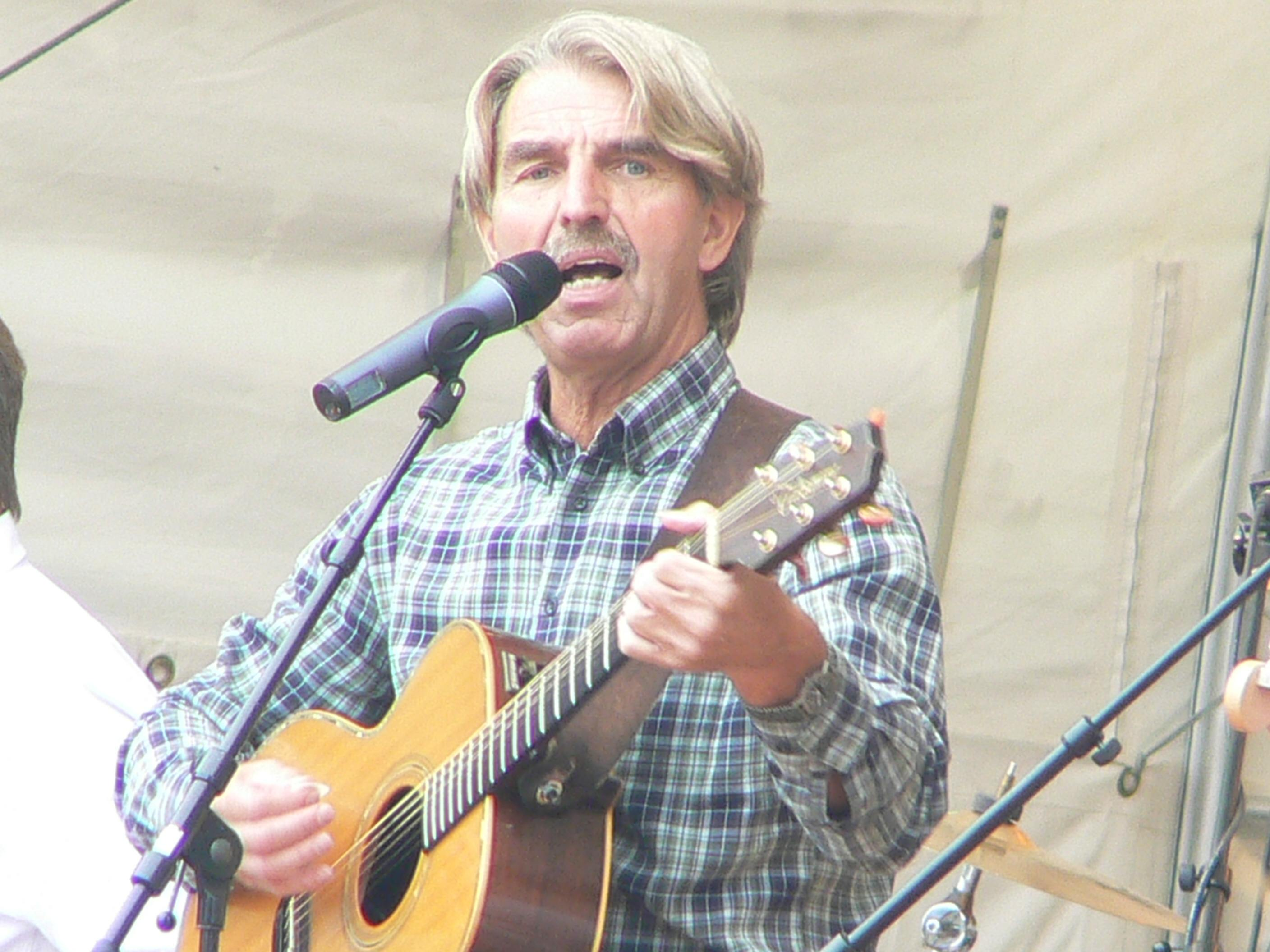
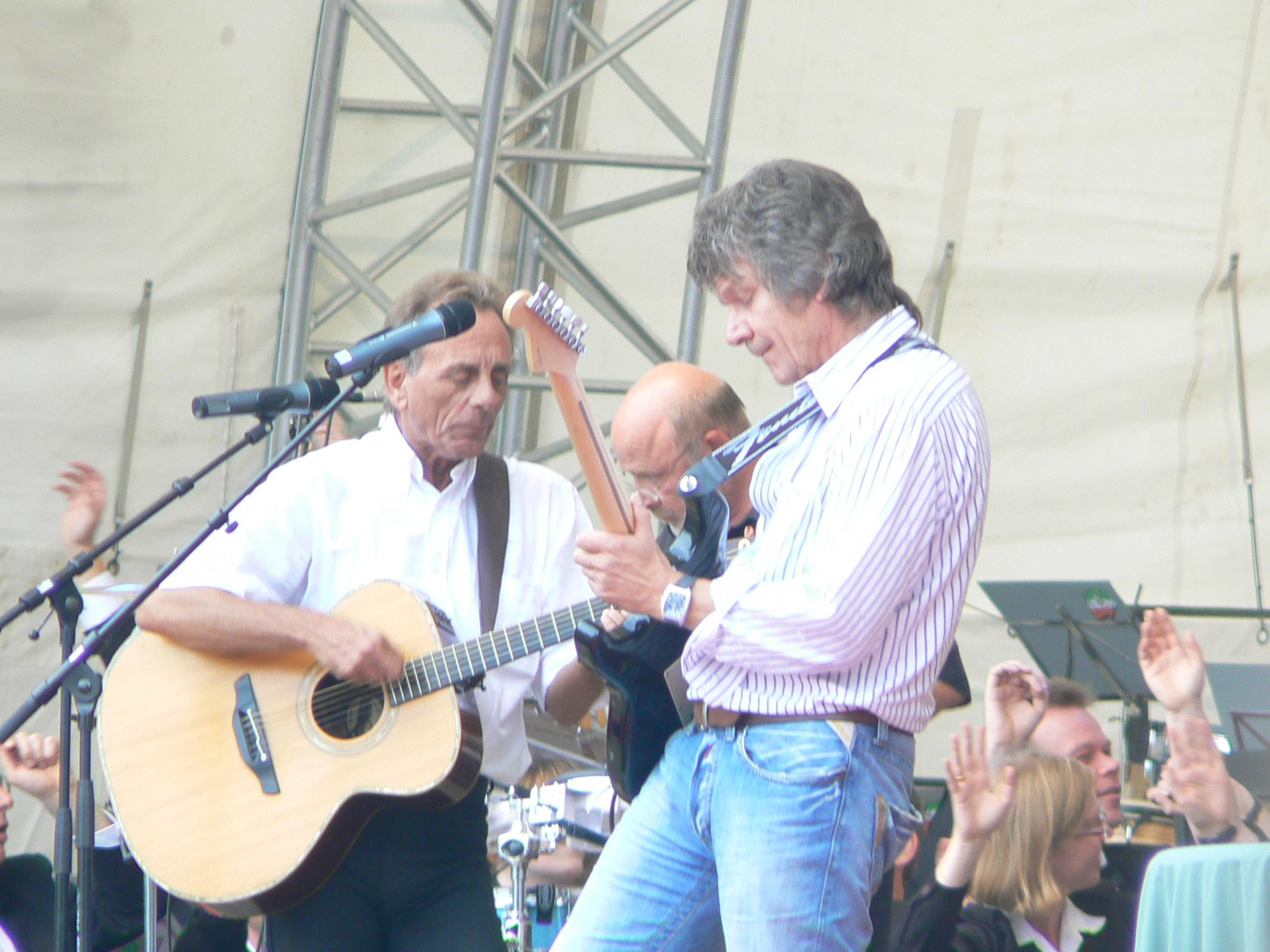
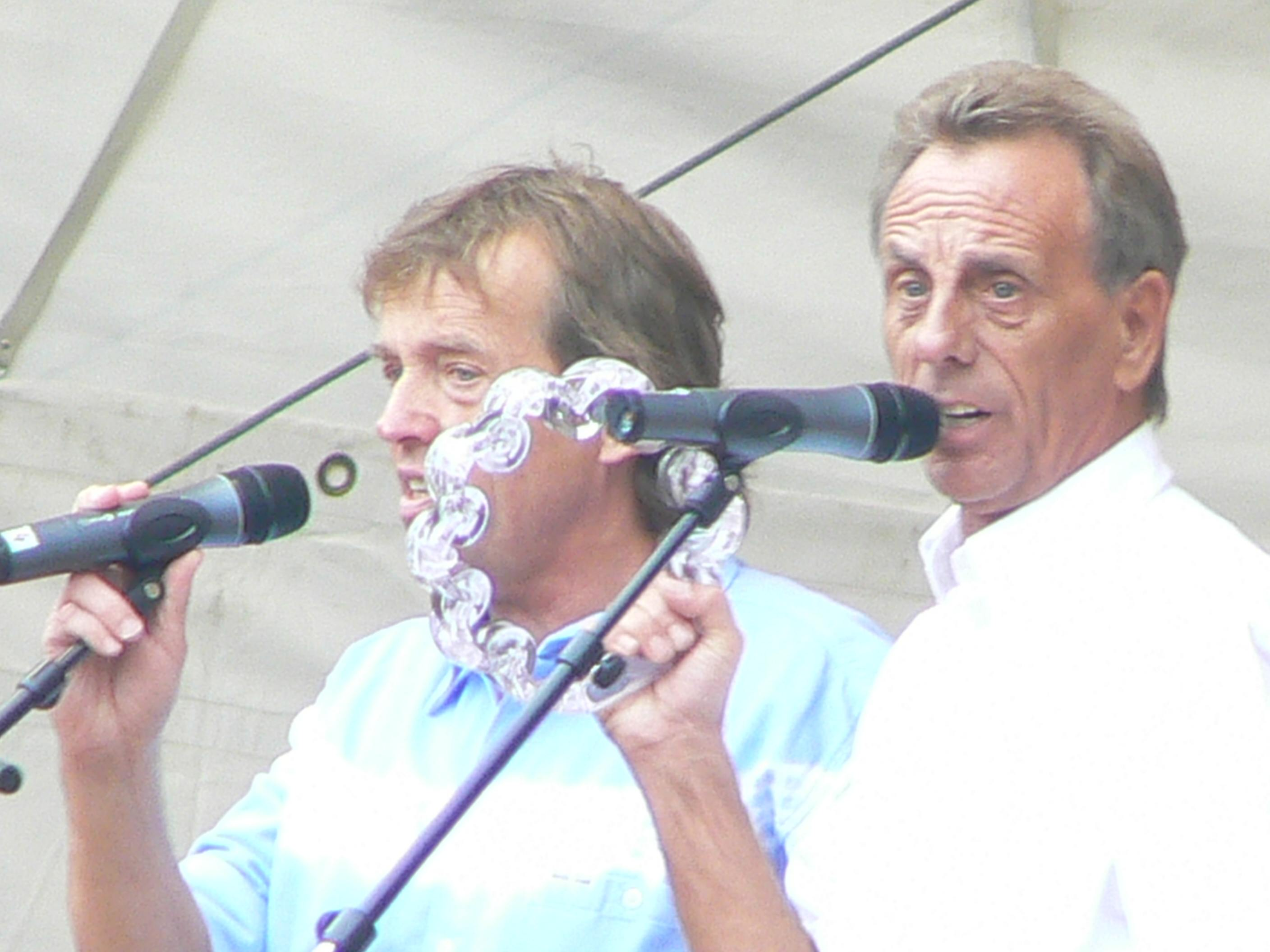

Photos d'un concert à Düsseldorf